# Café Martinho (Rossio)
O Café Martinho situava-se na Praça D. João da Câmara (antiga Praça Camões), também conhecido como Largo do Regedor, em Lisboa, Portugal.
Foi inaugurado em 1846 por Martinho Bartolomeu Rodrigues, o dono do Martinho da Arcada. Tinha uma sala muito ampla, com arcadas suportadas por colunas revestidas com espelhos de Veneza. Era frequentado por personagens ilustres, como Alexandre Herculano, Almeida Garrett, Bulhão Pato, Fernando Pessoa e Mário de Sá-Carneiro, que aí reviam as provas do Orpheu, e muitos outros. Era palco de intensos debates políticos, literários e académicos. Entre 1950 e 1953, o Café Martinho foi transformado em cervejaria e em maio de 1968 encerrou as suas portas para dar lugar a uma dependência bancária.